# エリザベス・H・ブラックバーン
エリザベス・ヘレン・ブラックバーン（Elizabeth Helen Blackburn, 1948年11月26日 - ）は、アメリカ合衆国の生物学者。テトラヒメナからテロメア配列を同定し、テロメアを伸長する酵素・テロメラーゼを発見した業績で知られる。2009年、ノーベル生理学・医学賞受賞。

## 人物
オーストラリアのタスマニア・ホバート生まれで、現在はアメリカの市民権を得ている。オーストラリアのメルボルン大学を1970年に卒業し、修士と博士課程はイギリスのケンブリッジ大学に進学、同大学で1975年に博士号を得た。
博士研究員としてイェール大学で2年間、ジョー・ガルの研究室で分子生物学・細胞生物学の研究を行った。具体的にはテトラヒメナにおけるミニ染色体の研究を行った。当時はテロメア構造の存在は示唆されており、この構造が染色体の維持に必要であることがわかっていたものの、その DNA 配列が不明であったため、これを明らかにすることを試みる研究だった。1978年にテトラヒメナ非翻訳性RNAの中に連続した反復配列があり、DNA複製と関係することを報告した。この結果を手がかりに、出芽酵母など他の生物でもテロメア配列が明らかにされていく。
1978年にカリフォルニア大学バークレー校の分子生物学科の准教授となる。1984年にブラックバーンの研究室に博士課程の学生として参加したキャロル・W・グライダーが放射性同位体を用いて、細胞核の抽出液からテロメア合成酵素の活性を測る方法を考案し、生化学的手法からテロメラーゼを単離した。この結果は1985年に発表され、「末端複製問題」を解決する研究として受け入れられた。
1990年にカリフォルニア大学サンフランシスコ校の微生物学・免疫学部門へ移り、1993年から1999年まで学部長を務めた。現在は生化学・生物物理学部門の教授である。またソーク研究所の非常勤研究員でもある。2004年現在もテロメアに関連する研究を続けている。1992年王立協会フェロー選出。

## 引用文献
1. ↑  Blackburn EH, Gall JG (1978). “A tandemly repeated sequence at the termini of the extrachromosomal ribosomal RNA genes in Tetrahymena”. J Mol Biol. 120 (1):  33-53. PMID 642006.
2. ↑  Yao MC, Blackburn E, Gall J (1981). “Tandemly repeated C-C-C-C-A-A hexanucleotide of Tetrahymena rDNA is present elsewhere in the genome and may be related to the alteration of the somatic genome”. J Cell Biol. 90 (2):  515-20. PMID 7287815.
3. ↑  Greider CW  Blackburn EH (1985). “Identification of a specific telomere terminal transferase activity in Tetrahymena extracts”. Cell 43 (2 Pt 1):  405–13. PMID 3907856.
4. ↑  Greider CW  Blackburn EH (1987). “The telomere terminal transferase of Tetrahymena is a ribonucleoprotein enzyme with two kinds of primer specificity”. Cell 51 (6):  887-98. PMID 3319189.

## 主な受賞歴
- 米国科学アカデミー賞分子生物学部門（1990年）
- ガードナー国際賞（1998年）
- ローゼンスティール賞（ブランダイス大学）（1998年）
- シャルル＝レオポール・メイエ賞）（1998年）
- 慶應医学賞（1999年）
- ハーヴェイ賞（イスラエル工科大学）（1999年）
- パサノ賞（1999年）
- ディクソン賞医学部門（ピッツバーグ大学）（2000年）
- E・B・ウィルソン・メダル（2001年）
- ハイネケン賞（2004年）
- ベンジャミン・フランクリン・メダル（2005年）
- アルバート・ラスカー基礎医学研究賞（2006年）
- グルーバー賞遺伝学部門（2006年）
- ワイリー賞（2006年）
- マイエンブルク賞（2006年）
- ルイザ・グロス・ホロウィッツ賞（コロンビア大学）（2007年）
- ロレアル-ユネスコ女性科学賞（2008年）
- ワイツマン女性科学賞（2008年）
- オールバニ・メディカルセンター賞（2008年）
- パール・マイスター・グリーンガード賞（2008年）
- パウル・エールリヒ&ルートヴィヒ・ダルムシュテッター賞（2009年）
- トムソン・ロイター引用栄誉賞（2009年）
- ノーベル生理学・医学賞（2009年）
- アメリカ化学者協会ゴールドメダル（2012年）
- ロイヤル・メダル（2015年）

## 著書
- 『テロメア・エフェクト』 森内薫 訳、NHK出版 2017年